# 박성관
박성관(1980년 8월 14일 ~ )은 조선민주주의인민공화국의 전직 축구 선수이다. 현역 시절 포지션은 공격수였다.